# Chris Haney

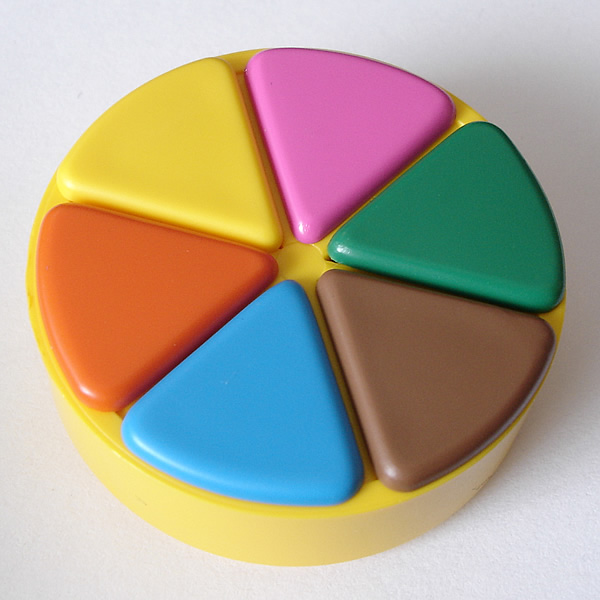
El famoso quesito de Trivial Pursuit

Chris Haney (Welland, 9 de agosto de 1950-Toronto, 31 de mayo de 2010) fue un periodista canadiense, conocido principalmente por ser el cocreador junto a Scott Abbott del famoso juego de mesa Trivial Pursuit.

## Biografía
Haney fue al instituto en Hamilton, Ontario pero lo abandonó a los 17 años, una decisión de la que más tarde se arrepintió, diciendo que debería haberse marchado antes. Su padre trabajaba para la agencia de noticias de The Canadian Press como copista en la empresa. Fue contratado por el The Montreal Gazette después de trabajar en agencias de fotos en Montreal y Ottawa.
Haney estuvo trabajando en el Montreal Gazette como editor de fotos cuando se encontró con Abbott en diciembre de 1975 después de ser asignado para apoyar la cobertura de los Juegos Olímpicos de Verano de 1976 celebrados en Montreal. Los dos desarrollaron el juego el 15 de diciembre de 1979 en la localidad española de Nerja, Andalucía, después de jugar al Scrabble y les hizo pensar en ideas para una nueva alternativa, y Haney tuvo la idea de un juego de preguntas de cultura general durante una ronda de cervezas.  En una hora, Haney y Scott habían trazado el juego con su tablero circular de seis radios y múltiples categorías en unas cuantas hojas de papel. Haciéndose pasar por reporteros, asistieron a una feria de juguetes en Montreal y regresaron con información que habían obtenido de los expertos en juegos que asistieron al espectáculo. Después de incorporar al hermano de Haney y a un amigo a su equipo de desarrollo, el grupo necesitaba inversores y consiguieron 40.000 dólares de 32 personas. Haney disuadió a su madre de invertir en el juego por temor a que él le hiciera perder su inversión y volvió a España donde estuvo algunos días para desarrollar las preguntas que se debían incluir en el juego.
El juego del Trivial Pursuit se comercializó el 10 de noviembre de 1981 con 1.100 copias por quince dólares.  La compañía que hizo la primera tirada, Horn Abbot, perdía dinero en esa primera tirada y que cada uno de ellos les costaba 75 dólares fabricarlo. Las ventas vrecieron muy poco a poco ya que al principio, no tenían el interés de las jugueterías de Canadá y Estados Unidos. Pero el boca oreja hizo que se fueran incrementado hasta llegar en 1984 a los 800 millones de dólares en ventas.
Selchow and Righter se hizo con los derechos del juego en 1988 y después lo hizo Hasbro en 2008 por 80 millones.
Solo en 1984 se vendieron 20 millones de copias y, hasta la muerte de Haney, se habían vendido cerca de 100 millones de ejemplares, en 26 países y 17 idiomas.